# 5月29日
5月29日是公历一年中的第149天（闰年第150天），离全年结束还有216天。

## 大事记

### 20世紀以前
- 479年：齊高帝蕭道成代宋建齐。
- 1233年：蒙金戰爭：經過13個月的圍困，蒙古人進入並開始掠奪中國金朝的首都開封。
- 1382年：明太祖朱元璋設立錦衣衛指揮使司。
- 1453年：奥斯曼帝国苏丹穆罕默德二世率领的军队攻陷君士坦丁堡，东罗马帝国宣告灭亡。
- 1660年：英国国王查理二世返回伦敦并宣告斯图亚特王朝复辟，英国由短暂的共和制恢复为君主制。
- 1895年：日本北白川宮能久親王親率近衛師團自澳底登陸臺灣本島，展開接收臺灣的軍事行動。

### 20世紀
- 1904年：上海萬國紅十字會成立。
- 1913年：伊戈尔·斯特拉文斯基的芭蕾舞劇《春之祭》在巴黎香榭麗舍劇院首演時，音樂和編舞的前衛性幾乎引起觀眾騷亂。
- 1919年：英国天文学家亚瑟·爱丁顿在西非普林西比岛观测到日全食，证实了广义相对论的重力透镜假说。
- 1922年：澳門群眾與警方於白眼塘警署前發生嚴重警民衝突，造成至少70人死亡、130人受傷。
- 1953年：纽西兰登山家艾德蒙·希拉里和尼泊尔登山家丹增诺盖成为首批登上珠穆朗玛峰峰顶的团队。
- 1957年：香港首間電視台麗的映聲啟播。
- 1982年：香港暴雨成災，造成29死50傷、數以千計木屋區居民無家可歸。
- 1985年：英国利物浦足球俱乐部和尤文图斯足球俱乐部间的欧洲冠军杯决赛引发骚乱，造成39人死亡。
- 1997年：中国人权发展基金会第一届理事会在北京人民大会堂召开。
- 1999年：人民民主黨候選人奧盧塞貢·奧巴桑喬成為奈及利亞首位民選總統，結束16年的軍事統治。
- 1999年：夏洛特·佩雷利代表瑞典贏得歐洲歌唱大賽，這是第一屆沒有管弦樂隊或現場伴奏的歐洲電視歌唱大賽。

### 21世紀
- 2001年：九龍巴士長沙灣新車廠發生地盤工業意外，造成一死九傷。
- 2007年：原中华人民共和国国家食品药品监督管理局局长郑筱萸因受贿被判处死刑。
- 2008年：冰岛發生規模6.3級地震（英语：2008 Iceland earthquake）。
- 2010年：LoveLive!策划开始。
- 2011年：巴塞罗那足球俱乐部于欧洲冠军联赛决赛中，在英国温布利球场以3-1的比分击败曼彻斯特联，历史上第四次获得欧洲冠军联赛的冠军。
- 2011年：美國俄勒岡州波特蘭的居民舉行名為攜手霍桑的集會，以回應一對同性戀情侶牽手通過霍桑大橋時遭到的襲擊。
- 2023年：有17年歷史，曾為香港民主派第二大黨的公民黨決議解散。

## 出生
- 556年：齐后主高緯，北齊皇帝（577年逝世）
- 1630年：查理二世，英格蘭國王（1685年逝世）
- 1736年：派屈克·亨利，美國律師、種植園主、政治家兼演說家，第一和第六任維吉尼亞州州長（1799年逝世）
- 1866年：吳趼人，中國晚清小說家（1910年逝世）
- 1874年：吉爾伯特·基思·卻斯特頓，英國作家、文學評論者、神學家（1936年逝世）
- 1890年：薩克森-邁寧根的費奧多拉，萨克森-魏玛-艾森纳赫大公夫人（1972年逝世）
- 1903年：鲍勃·霍普，美國演員（2003年逝世）
- 1905年：塞巴斯蒂安·肖，英國演員、戲劇導演、小說家、劇作家、詩人（1994年逝世）
- 1911年：塞凱賴什·哲爾吉，匈牙利-澳大利亞數學家（2005年逝世）
- 1917年：约翰·肯尼迪，美国政治人物，第35任美國總統（1963年逝世）
- 1917年：蘇米特羅·佐約哈迪庫蘇莫，印尼政治人物、經濟學家（2001年逝世）
- 1926年：阿卜杜拉耶·瓦德，塞內加爾政治人物，第3任塞內加爾總統
- 1929年：哈里·富蘭克福，美國哲學家（2023年逝世）
- 1929年：彼得·希格斯，英國理論物理學家，2013年諾貝爾物理學獎得主（2024年逝世）
- 1932年：保羅·帕克曼，美國醫生科學家、病毒學家（2024年逝世）
- 1932年：保羅·R·埃利希，美國生態學家
- 1937年：美空雲雀，日本女歌手、演員（1989年逝世）
- 1940年：大鵬幸喜，日本相撲力士，第48代橫綱（2013年逝世）
- 1944年：池上辽一，日本漫畫家
- 1950年：程介南，香港主持人及政界人物
- 1953年：丹尼·葉夫曼，美國音樂家、作曲家、電影配樂家
- 1958年：，美國女演員
- 1960年：蒂埃里·弗雷莫，法國電影評論家，坎城影展藝術總監
- 1961年：罗京，中國新闻播音員（2009年逝世）
- 1961年：吴百納，英國外交官
- 1964年：金民錫，韓國活動家、教育家、政治人物，現任韓國國務總理
- 1967年：趙德賢，韓國男演員
- 1967年：諾爾·蓋勒格，英國搖滾樂歌手、唱作人、音樂家，搖滾樂團綠洲樂團成員
- 1968年：托庫希爾·坎貝爾，蘇格蘭貴族，第十三代阿蓋爾公爵
- 1969年：邱妙津，臺灣女同性戀作家（1995年逝世）
- 1970年：明金成，台灣導演、演員（2022年逝世）
- 1972年：拉薇安·考克斯，美國跨性別女演員
- 1973年：李浩林，香港男主持人
- 1973年：金田朋子，日本女性聲優
- 1976年：伊勢谷友介，日本男演員、電影導演、藝術家
- 1977年：陳彦壯，台灣男演員
- 1977年：马西莫·安布罗西尼，意大利足球运动員
- 1979年：黃洋達，香港男編劇、作家、主持人
- 1979年：戴辛尉，香港女歌手
- 1980年：高橋美佳子，日本女性聲優
- 1981年：張歆藝，中國女演員
- 1981年：安德斯·霍姆，美國男演員、編劇、製片人
- 1981年：安德烈·謝爾蓋耶維奇·阿爾沙文，俄罗斯足球運動員
- 1982年：利根健太朗，日本男性聲優
- 1982年：金泰均，韓國職業棒球運動員
- 1982年：安妮塔·布林，冰岛女演員
- 1982年：法蒂瑪·布托，巴基斯坦女作家
- 1984年：王寶強，中國男演員
- 1984年：水越健，日本男性聲優
- 1984年：卡梅羅·安東尼，美國職業籃球運動員
- 1985年：陳嘉佳，香港女演員
- 1986年：魯敏宇，韓國男藝人
- 1987年：林子豪，台灣男藝人
- 1988年：程菲，中國女子竞技体操運動員
- 1988年：馮奕森，香港男藝人
- 1990年：林舒語，臺灣女演員
- 1990年：拉米爾·古利耶夫，亞塞拜然男子田徑運動員
- 1991年：王大陸，台灣男演員
- 1991年：早見沙織，日本女性聲優
- 1992年：塞爾希·科諾瓦爾，烏克蘭軍人（2024年逝世）
- 1998年：坂倉將吾，日本職業棒球運動員
- 1998年：奧斯汀·里夫斯，美國職業籃球運動員
- 1998年：馬基爾·富斯，美國職業籃球運動員
- 1999年：劉漢傑，馬來西亞男歌手
- 1999年：朴志訓，韓國男歌手
- 2001年：保·埃查尼斯，西班牙男子輕艇運動員。
- 2006年：多曼拉朱·古凱什，印度西洋棋特級大師。

## 逝世
- 1425年：明仁宗朱高熾，明朝皇帝（1378年出生）
- 1453年：君士坦丁十一世，拜占庭帝国最後一位皇帝（1405年出生）
- 1611年：淺野長政，日本戰國時代至江戶時代武將、大名（1547年出生）
- 1829年：漢弗里·戴維，英國化學家（1778年出生）
- 1847年：埃曼努尔·格鲁希，法国元帅（1766年出生）
- 1892年：巴哈歐拉，巴哈伊信仰創始人（1817年出生）
- 1898年：奕訢，道光帝第六子，咸豐帝同父異母兄弟，道光帝遺詔封「和碩恭親王」，清末洋務派、總理衙門首領（1833年出生）
- 1910年：米利·巴拉基列夫，俄羅斯鋼琴演奏家、指揮家、作曲家（1837年出生）
- 1911年：威廉·S·吉尔伯特，英國劇作家、文學家、詩人（1836年出生）
- 1942年：與謝野晶子，日本女性詩人、作家（1878年出生）
- 1957年：詹姆斯·惠爾，英國電影導演、戲劇導演、男演員（1889年出生）
- 1960年：林伯渠，中国军事人物、政治人物（1886年出生）
- 1973年：比·南利，马来西亚巨星（1929年出生）
- 1981年：宋庆龄，中国政治家、孫中山夫人、中华人民共和国名誉主席（1893年出生）
- 1982年：罗密·施奈德，奧地利演員（1938年出生）
- 1998年：貝利·高華德，美国政治人物（1909年出生）
- 2005年：蔡瑞月，臺灣舞蹈家（1921年出生）
- 2012年：谢尔盖·巴加普什，阿布哈兹总统（1949年出生）
- 2012年：新藤兼人，日本導演、編劇（1912年出生）
- 2014年：卡尔海因茨·伯姆，奧地利演員（1928年出生）
- 2014年：沃爾特·雅各布·格林，瑞士發育生物學家（1939年出生）
- 2017年：曼紐爾·諾列加，巴拿馬政治人物、軍事獨裁者（1934年出生）
- 2021年：马克·伊顿，美国NBA篮球运动员（1957年出生）

## 节假日和习俗
- 联合国维持和平人员国际日
- 阿根廷：軍人節
- 哥伦比亚：工程師節
- 瑞典：退伍軍人節